# Deidamia (planta)
Deidamia es un género de plantas con flores perteneciente a la familia de las Passifloraceae. Comprende 9 especies descritas y de estas, solo 5 aceptadas.

## Taxonomía
El género fue descrito por Louis Marie Aubert Du Petit-Thouars y publicado en Histoire des Végétaux Recueillis dans les Isles Australes d'Afrique 61. 1806. La especie tipo es: Deidamia alata Thouars		   

## Especies aceptadas
A continuación se brinda un listado de las especies del género Deidamia (planta) aceptadas hasta julio de 2014, ordenadas alfabéticamente. Para cada una se indica el nombre binomial seguido del autor, abreviado según las convenciones y usos.
- Deidamia alata Thouars
- Deidamia bicolor H.Perrier
- Deidamia bipinnata Tul.
- Deidamia commersoniana DC.
- Deidamia setigera Tul.